# Okręty pancerne typu Osmaniye
Okręty pancerne typu Osmaniye – tureckie (osmańskie) okręty pancerne z lat 60. XIX wieku. Okręty miały wyporność 6400 ton, a ich główne uzbrojenie stanowiło jedno działo kalibru 229 mm i 14 dział kalibru 203 mm, wsparte lżejszą artylerią. Napędzane maszynami parowymi i żaglami jednostki rozwijały maksymalną prędkość od 12 do 13,5 węzła, a ich załogi liczyły od 356 do 362 osób.
W latach 1863–1866 w brytyjskich stoczniach Robert Napier and Sons w Glasgow i Thames Ironworks and Shipbuilding Company w Londynie zbudowano cztery okręty tego typu, które otrzymały nazwy upamiętniające osmańskich władców. Jednostki zostały wcielone do służby w marynarce wojennej Imperium Osmańskiego w latach 1865–1866. Okręty uczestniczyły w stłumieniu powstania kreteńskiego i wzięły ograniczony udział w wojnie rosyjsko-tureckiej i grecko-tureckiej. Wszystkie zostały rozbrojone w 1897 roku, a w 1909 roku wycofano je ze służby i złomowano w 1913 i 1923 roku.

## Projekt i budowa

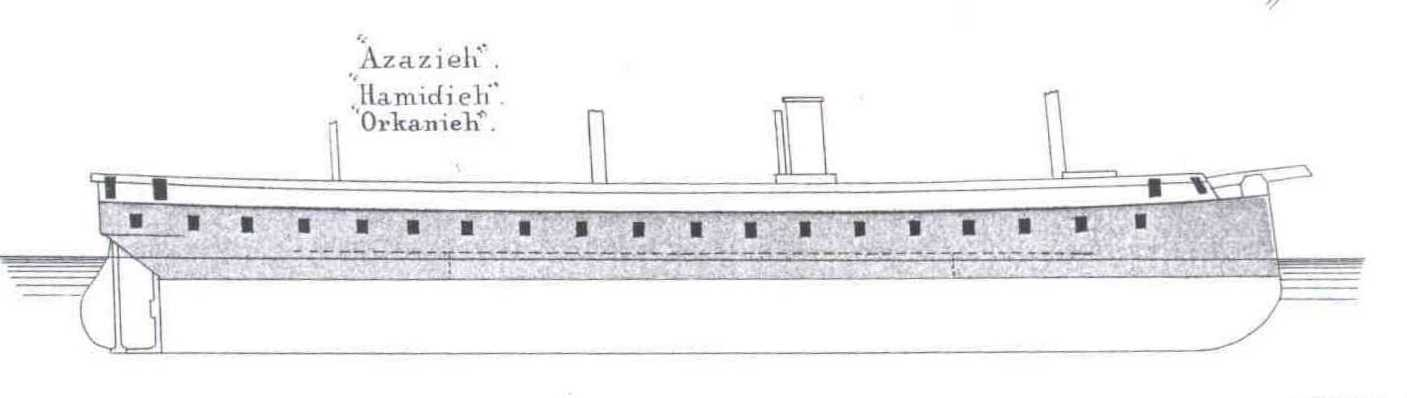
Uproszczony plan okrętów pancernych typu Osmaniye

W 1856 roku, po wojnie krymskiej z Rosją, flota turecka liczyła pięć żaglowych okrętów liniowych, sześć fregat, siedem korwet, osiem małych żaglowców i sześć bocznokołowych parowców. W następnych po wojnie latach rozwój floty przebiegał powoli, obejmując głównie przebudowę okrętów żaglowych na parowe. Gdy w 1861 roku władzę w Imperium Osmańskim objął sułtan Abdülaziz, rozpoczął ambitny program odbudowy floty tureckiej. Abdülaziz był pasjonatem wszelkich nowinek technicznych, a także żywo interesował się sprawami morskimi. Już w rok po objęciu rządów do przodujących w rozwoju technologicznym stoczni brytyjskich i francuskich zostały skierowane pierwsze zamówienia na nowe okręty, co poskutkowało zbudowaniem w latach 60. i 70. XIX wieku kilkunastu nowoczesnych okrętów pancernych. W rezultacie tego kosztownego programu turecka flota osiągnęła w latach 70. znaczną przewagę tonażową i technologiczną nad rosyjską Flotą Czarnomorską, licząc w 1877 roku 15 okrętów pancernych, siedem opancerzonych monitorów rzecznych, cztery stare okręty liniowe, siedem fregat, 12 korwet, 15 kanonierek i 14 awiz.
Cztery fregaty pancerne typu Osmaniye zostały zamówione przez Imperium Osmańskie w Wielkiej Brytanii w latach 1862–1863. Ich projekt bazował na brytyjskich fregatach pancernych typu Defence. Jednostki typu Osmaniye były we flocie tureckiej pierwszymi dużymi okrętami z żelaznym kadłubem i napędem parowym. W stoczni Robert Napier and Sons w Glasgow powstały trzy okręty, a w stoczni Thames Ironworks and Shipbuilding Company w Londynie jedna. Ich stępki położono w latach 1863–1864, a zwodowane zostały w latach 1864–1865. Jednostki otrzymały nazwy na cześć osmańskich sułtanów: Osmana I, Abdülaziza, Orchana i Mahmuda II.
| Okręt                        | Stocznia                                          | Położenie stępki | Wodowanie       | Wejście do służby | Los                                                |
| ---------------------------- | ------------------------------------------------- | ---------------- | --------------- | ----------------- | -------------------------------------------------- |
| „Osmaniye” (ex „Gazi Osman”) | Robert Napier and Sons, Glasgow                   | marzec 1863      | 2 września 1864 | listopad 1865     | wycofany ze służby 31 lipca 1909, złomowany w 1923 |
| „Aziziye” (ex „Abdül Aziz”)  | Robert Napier and Sons, Glasgow                   | maj 1863         | 1 grudnia 1864  | sierpień 1865     | wycofany ze służby 31 lipca 1909, złomowany w 1923 |
| „Orhaniye”                   | Robert Napier and Sons, Glasgow                   | 1863             | 26 czerwca 1865 | 1866              | wycofany ze służby 31 lipca 1909, złomowany w 1913 |
| „Mahmudiye”                  | Thames Ironworks and Shipbuilding Company, Londyn | 1864             | 13 grudnia 1864 | 1866              | wycofany ze służby 31 lipca 1909, złomowany w 1913 |

## Dane taktyczno-techniczne

### Charakterystyka ogólna
Okręty były fregatami pancernymi (pancernikami bateryjnymi) ze zbudowanymi z żelaza kadłubami o konstrukcji nitowej, z taranowymi dziobami. Długość całkowita wynosiła 91,4 metra (89,3 metra między pionami) szerokość 16,9 metra i zanurzenie 7,9 metra. Na śródokręciu przed kominem znajdował się odkryty pomost bojowy. Wyporność projektowa wynosiła 4221 ton, zaś normalna 6400 ton.
Załoga pojedynczego okrętu składała się z 26–32 oficerów oraz 324–340 marynarzy. Kabiny oficerskie i ich mesy znajdowały się na rufie, a na pokładach dziobowych mieściły się marynarskie kambuzy, mesy, umywalnie, lazaret i inne pomieszczenia. Marynarze spali w hamakach rozwieszanych na pokładzie bateryjnym oraz na pokładach dziobowych. Do oświetlania pomieszczeń okrętowych używano świec i lamp świecowych.

### Urządzenia napędowe
Jednostki napędzane były przez poziomą maszynę parową bezpośredniego działania o mocy 900 KM, do której parę dostarczało sześć skrzyniowych kotłów parowych. Maszyna napędzała czteroskrzydłową śrubę o kształcie krzyżaka, która była w stanie rozpędzić okręty do prędkości maksymalnej od 12 do 13,5 węzła. Maksymalny zapas węgla wynosił 750 ton (normalnie 546 ton), co pozwalało na przebycie 1600 Mm. Spaliny odprowadzane były przez teleskopowy komin, obniżany podczas pływania pod żaglami i nakrywany stożkową osłoną na postoju. Okręty miały pełne ożaglowanie z trzema masztami (w tym grotmasztem o wysokości około 24 metrów) z takielunkiem barku o łącznej powierzchni 2200 m², co umożliwiało przy dobrej pogodzie uzyskanie prędkości 9–10 węzłów. Jednostki miały dobre właściwości morskie oraz stateczność, a ich średnica cyrkulacji wynosiła 785 metrów (ponad osiem długości kadłuba).

### Uzbrojenie

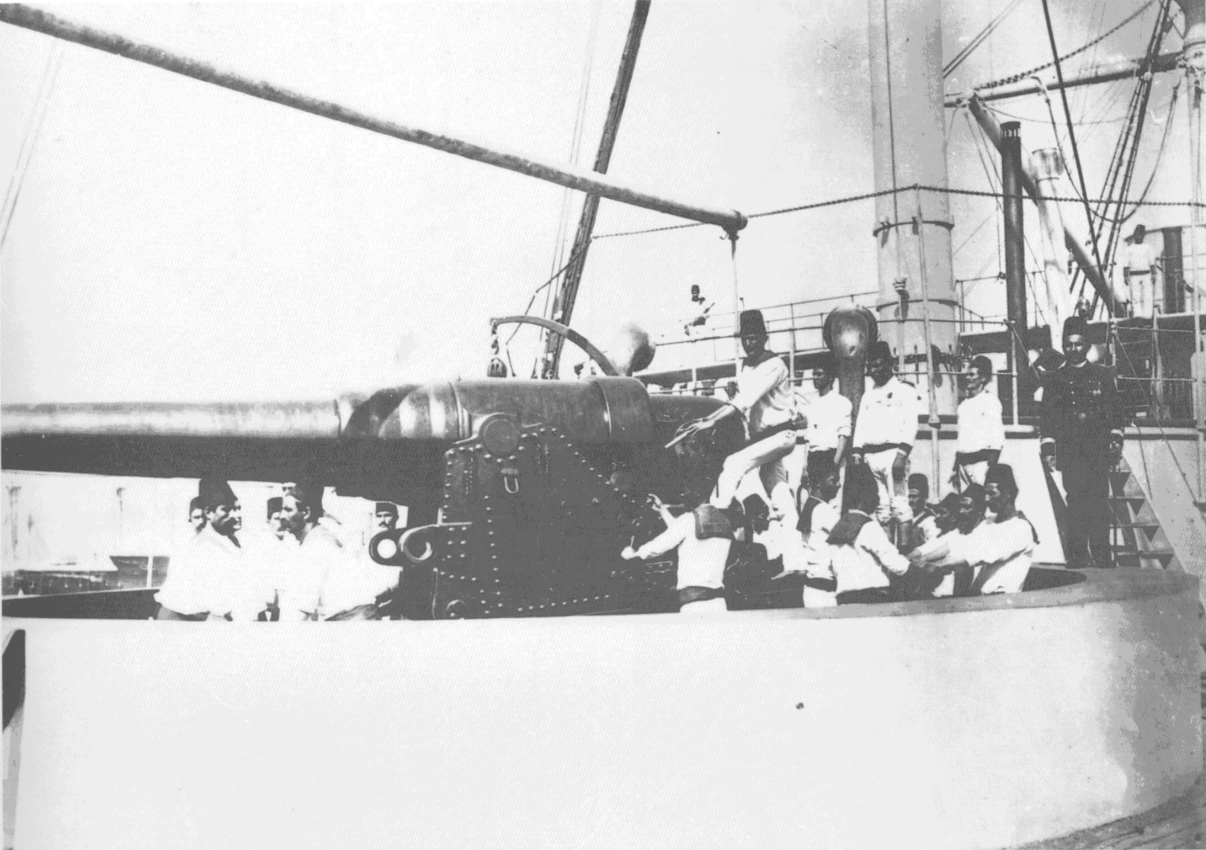
Obsługa rufowego działa kalibru 24 cm „Osmaniye”

Głównym uzbrojeniem artyleryjskim okrętów były pojedyncze gwintowane działa odprzodowe Armstronga . Na dziobie znajdowała się armata kalibru 229 mm (9 cali) MLR L/14, o masie 12 ton . Armata wykorzystywała pociski przeciwpancerne z utwardzonym czepcem lub zwykłe o masie 116,2 kg, wystrzeliwane za pomocą ładunków miotających o masie 22,7 kg. Maksymalna donośność wystrzeliwanego z prędkością początkową 439 m/s pocisku wynosiła około 6000 metrów. Uzbrojeniem głównym drugiego kalibru było 14 armat kalibru 203 mm (8 cali) MLR L/15, o masie 9 ton każda, umieszczonych na pokładzie bateryjnym (12 sztuk) i pokładzie górnym na rufie (dwie) . Armaty wykorzystywały pociski pełne lub zwykłe o masie 79,4 kg, wystrzeliwane za pomocą ładunków miotających o masie 15,9 kg z prędkością początkową 421 m/s. Ambrazury dział na pokładzie bateryjnym znajdowały się na wysokości 2,65 metra od wodnicy, a działa na pokładzie górnym umieszczone były na wysokości 5,1 metra ponad linią wodną. Na pokładzie bateryjnym znajdowało się również 10 gładkolufowych odprzodowych dział 36-funtowych Armstronga L/12 o masie 6,5 tony każda, wystrzeliwujących za pomocą ładunków miotających o masie 13,6 kg pociski ważące 50,8 kg z prędkością początkową 475 m/s . Magazyny amunicyjne znajdowały się w dolnej części kadłuba.
Na pokład zabierano też z reguły 4- lub 6-funtową armatę polową na podwoziu kołowym, przeznaczoną do wsparcia oddziału desantowego. Broń osobistą załogi stanowiło 200 karabinów, 50 rewolwerów, 50 szabel i 40 toporów.

### Opancerzenie
Głównym elementem opancerzenia okrętów był sięgający 0,8 metra poniżej i 1,8 metra powyżej wodnicy żelazny pas burtowy o grubości 140 mm (5,5 cala), na końcach kadłuba zwężający się do wysokości 1,4 metra ponad wodnicę i z grubością zmniejszoną do 76 mm (3 cale). Pas burtowy zamontowany był na drewnianym podkładzie o grubości 229 mm (9 cali). Pionowe ściany pokładu bateryjnego zabezpieczone były pancerzem o grubości 127 mm (5 cali), zmniejszającej się na skrajach kadłuba do 114 mm (4,5 cala). Znajdujące się na pokładzie dziobowym działo kalibru 229 mm osłonięte było przedpiersiem o grubości 102 mm (4 cale).

### Wyposażenie i malowanie

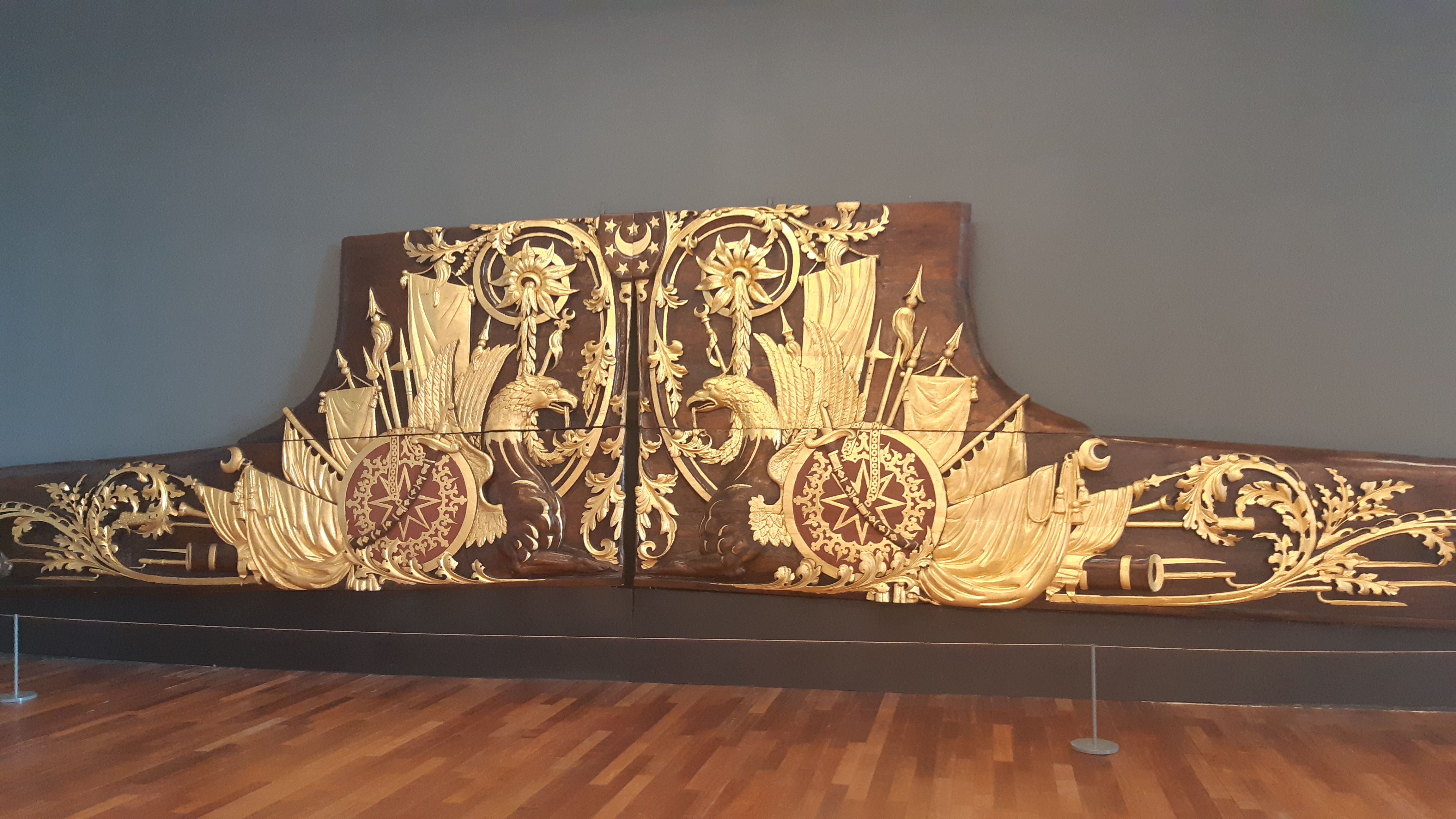
Zdobienia dziobu „Orhaniye” eksponowane w Muzeum Morskim w Stambule

Okręty wyposażone były w cztery kotwice admiralicji, podnoszone dwoma umieszczonymi za fokmasztem i grotmasztem kabestanami z napędem ręcznym, przebiegającymi przez pokład górny i dolny. Jako środki ratownicze i komunikacyjne na okrętach znajdowały się: dwa barkasy (umieszczone na pokładzie na śródokręciu) oraz welbot, dwa jole i szalupa, zawieszone na obu burtach na wysokości stermasztu.
Kadłuby okrętów wraz z kominami pomalowane były na kolor czarny, nadburcie miało kolor biały, a część podwodna kolor ceglasty; wodnicę wyznaczał biały pas o szerokości około 20 cm. Maszty, bukszpryt i pokład nie były malowane i miały naturalny kolor drewna, a łodzie okrętowe pomalowane były w części widocznej z zewnątrz na kolor biały. Jednostki miały złocone zdobienia dziobu i rufy.

## Służba
Fregaty pancerne typu Osmaniye zostały wcielone do służby w marynarce wojennej Imperium Osmańskiego w latach 1865–1866. W kwietniu 1867 roku „Osmaniye” wraz z siostrzanym „Mahmudiye”, który był okrętem flagowym wielkiego admirała Ahmeta Vesima Paszy, uczestniczyły w stłumieniu powstania kreteńskiego, dostarczając do Zatoki Suda oddziały mające wzmocnić tamtejszy garnizon. Od czerwca do sierpnia 1867 roku „Aziziye” wraz z „Orhaniye” uczestniczyły w europejskim rejsie jachtu „Sultaniye” z sułtanem Abdülazizem na pokładzie, zawijając do Tulonu i powracając do Warny. W sierpniu tego roku, wezwany przez awizo „İzzeddin”, „Mahmudiye” zabrał ładunek broni i maszyny z przechwyconego greckiego statku-łamacza blokady „Arkadion”, odholowując pryz do Hanyi. Na przełomie 1868 i 1869 roku „Osmaniye”, „Aziziye” i „Orhaniye” patrolując wody nieopodal wyspy Siros przechwyciły wiele greckich statków usiłujących dostarczyć zaopatrzenie dla walczących na Krecie powstańców.
Latem 1877 roku, po rozpoczęciu wojny rosyjsko-tureckiej, „Aziziye” i „Orhaniye” przeszły na Morze Czarne, dołączając w Batumi do formowanego dywizjonu z siostrzanym „Mahmudiye” na czele. Po zdobyciu Suchumi „Aziziye” powrócił pod Bosfor, gdzie pełnił przez następne dwa miesiące zadania patrolowe. 17 czerwca 1877 roku „Mahmudiye” stoczył pojedynek z rosyjską baterią na wybrzeżu Kaukazu, otrzymując według rosyjskich meldunków 15 trafień. Następnie „Aziziye” udał się na Adriatyk, docierając do Avlonyi i Antivari, gdzie dołączył do eskadry składającej się z „Orhaniye” i korwety „Lübnan”. Okręty eskadry eskortowały transport 45 tysięcy żołnierzy tureckich z Bośni do Dedeağaçu. Po ukończeniu zadania „Aziziye” przeszedł do Zatoki Suda, po czym powrócił pod Antivari, uczestnicząc w blokadzie wybrzeża, gdzie toczyły się walki z czarnogórskimi powstańcami. W grudniu do „Aziziye” dołączył „Orhaniye” i obie siostrzane jednostki dalej prowadziły działania blokadowe. W styczniu 1878 roku, w końcowej fazie wojny, „Osmaniye” wraz z okrętem pancernym „Asar-i Tevfik” ostrzelały Eupatorię i Teodozję, w wyniku czego ucierpiała ludność cywilna tych miast. Następnie „Osmaniye” uczestniczył w ewakuacji wojsk tureckich z Oczamcziry i Ozurgeti do Batumi, a 27 stycznia osłaniał ewakuację 35-tysięcznej armii z Porto Lagos. Po zakończeniu wojny jednostki typu Osmaniye zostały odstawione w Stambule do rezerwy.
Po przegranej wojnie z Rosją sułtan Abdülhamid II znacząco ograniczył środki finansowe przeznaczone na utrzymanie floty, w wyniku czego tureckie okręty przez lata nie wychodziły z portów, pogarszał się ich stan techniczny i spadał poziom wyszkolenia załóg.

### Przebudowa okrętów
Między 1884 a 1889 rokiem na wszystkich okrętach usunięto 10 dział 36-funtowych Armstronga, montując w zamian na nadburciach cztery lub sześć czterolufowych kartaczownic Nordenfelta kalibru 25,4 mm L/35. Sporej przebudowie poddano „Orhaniye”: w miejscu dziobowego działa Armstronga kalibru 229 mm umieszczono odtylcową armatę Kruppa kalibru 21 cm C/68 L/22 o masie 8,84 tony na lawecie pokładowej. Armata wykorzystywała pociski przeciwpancerne lub zwykłe o masie 94,8 kg, wystrzeliwane za pomocą ładunków miotających o masie 17 kg. Maksymalna donośność wystrzeliwanego z prędkością początkową 439 m/s pocisku wynosiła 6000 metrów, a szybkostrzelność jeden strzał co cztery minuty. Zdemontowano też sześć dział kalibru 203 mm z pokładu bateryjnego, instalując w zamian sześć armat Kruppa kalibru 15 cm C/73 L/22 o masie 3 ton każda na lawetach kazamatowych, strzelających pociskami przeciwpancernymi z utwardzonym czepcem o masie 40,5–42 kg na maksymalną odległość 5500 metrów z szybkostrzelnością dwóch strz./min. Na pokładzie górnym zamontowano sześć sponsonów (po trzy na obu burtach), w których umieszczono po jednej armacie Kruppa kalibru 12 cm C/72 L/25 o masie 1,35 tony na okrężnej lawecie pokładowej. Armaty wykorzystywały pociski przeciwpancerne lub zwykłe o masie 14,97 kg, wystrzeliwane z prędkością początkową 450 m/s na odległość 4900 metrów. Na marsie fokmasztu zamontowano też jedną kartaczownicę Nordenfelta kalibru 11 mm oraz umieszczono na nim platformę dla reflektora. Powiększono też pomost bojowy, instalując małą oszkloną sterówkę.
Modernizację o mniejszym zakresie przeszedł również „Mahmudiye”: w miejsce umieszczonych na pokładzie górnym na rufie dwóch dział kalibru 203 mm Armstronga zainstalowano dwie armaty Kruppa kalibru 15 cm C/72 L/22 na lawetach pokładowych. Wymieniono też wszystkie działa kalibru 203 mm Armstronga na pokładzie bateryjnym (12 sztuk), montując w zamian armaty Kruppa kalibru 15 cm C/73 L/22 na lawetach kazamatowych. Na marsie fokmasztu zamontowano też jedną dwulufową kartaczownicę Nordenfelta kalibru 11 mm.

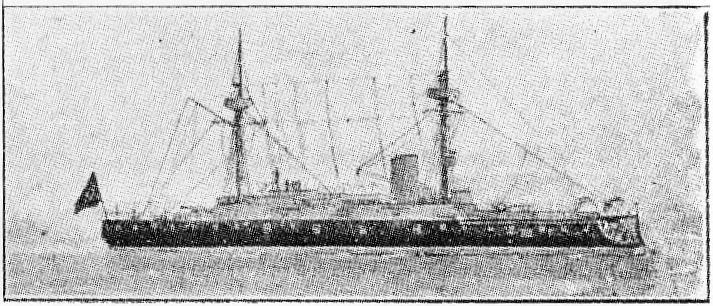
„Osmaniye” po przebudowie na początku XX wieku

W latach 1890–1894 „Osmaniye” i „Aziziye” przeszły poważną przebudowę na pancerniki barbetowe. Prace przeprowadzono w krajowej stoczni Tersâne-i Âmire w Stambule przy pomocy specjalistów włoskiej firmy Ansaldo. Modernizacja objęła likwidację ożaglowania oraz remont maszyny parowej i montaż sześciu nowych kotłów cylindrycznych wyprodukowanych przez Tersâne-i Âmire; na próbach okręt osiągnął prędkość 10 węzłów. Wymieniono płyty pancerza burtowego na nowe o grubości 127 mm (5 cali), taką samą grubość pancerza otrzymała wieża dowodzenia. Na śródokręciu osadzono masywną nadbudówkę o grubości ścian wynoszącej 254 mm (10 cali), wykonaną z drewna obitego blachą o grubości 13 mm (0,5 cala); identycznej konstrukcji i grubości były barbety dział artylerii głównej. Skrócono maszty i zdemontowano nadburcie, zastępując je relingami; usunięto też zdobienie rufowe.
Zdemontowano wszystkie ciężkie działa Armstronga i zainstalowano w zamian armaty produkcji Kruppa . Na dziobowej i rufowej barbecie zamontowano pojedyncze działa odtylcowe kalibru 24 cm C/72 L/22 o masie 15,5 tony każda, osłonięte później maskami o grubości 25 mm. Armaty wykorzystywały pociski przeciwpancerne lub zwykłe o masie 119 i 139 kg, wystrzeliwane za pomocą ładunków miotających o masie 20–24 kg. Maksymalna donośność wystrzeliwanego z prędkością początkową 457 m/s pocisku wynosiła 6000 metrów, a szybkostrzelność 1 strzał co 4 minuty. Na pokładzie bateryjnym znalazło się osiem dział kalibru 15 cm C/73 L/25 o masie 3,9 tony każda, strzelających pociskami masie 39 kg z prędkością początkową 495 m/s na maksymalną odległość 8500 metrów z szybkostrzelnością 2–3 strz./min. W umieszczonych na ścianach nadbudówki barbetach zamontowano też cztery, a na burtach na śródokręciu kolejne dwie armaty kalibru 10,5 cm C/85 L/35 o masie 2,1 tony każda. Armaty strzelały pociskami o masie 16 kg z prędkością początkową 480 m/s na maksymalną odległość 7500 metrów. Do obrony przed torpedowcami służyło osiem kartaczownic Nordenfelta kalibru 25,4 mm: sześć stacjonarnych (po dwie na pokładzie dziobowym i rufowym oraz na spardeku) i dwie przewoźne, na podwoziu kołowym; na marsach dwóch masztów głównych zamontowano też po jednej kartaczownicy Nordenfelta kalibru 11 mm. Na obu burtach zainstalowano dwie pojedyncze obrotowe wyrzutnie torped kalibru 356 mm, które można było wychylać w kierunku dziobu pod kątem 45°, z łącznym zapasem sześciu torped. Na pokładzie „Osmaniye” umieszczono niewielki torpedowiec III klasy „Şemşir-i Hücum” z napędem parowym o wyporności 14 ton, uzbrojony w dwie zrzutnie torped kalibru 356 mm, opuszczany i podnoszony za pomocą dużego bomu zamontowanego na przednim maszcie.
Jako środki ratownicze i komunikacyjne na pokładzie przewożono dwa barkasy, dwie szalupy i jol. W wyniku modernizacji wyporność okrętów zmniejszyła się do 6299 ton, nieznacznie zmniejszyła się też liczebność załogi.

### Dalsza służba
18 marca 1897 roku, po wybuchu wojny grecko-tureckiej, „Osmaniye” wraz z „Aziziye” wyszły z kotwicowiska w Złotym Rogu i udały się w stronę Dardaneli; „Aziziye” i „Orhaniye” w składzie 1. Floty patrolowały następnie rejon Selâniku, a „Osmaniye” w składzie 2. Floty patrolował rejon Dardaneli, Izmiru i wysp Morza Egejskiego. „Mahmudiye” natomiast nie był gotów do wyjścia w morze (brak jest jakichkolwiek informacji na temat służby okrętu w tym czasie). Przeprowadzone 15 kwietnia ćwiczenia artyleryjskie wykazały fatalny stan techniczny większości tureckich okrętów i spowodowały wiele uszkodzeń (m.in. na „Osmaniye” przemieściło się 16 z 18 dział, z czego kilka uległo awarii, a większość z oporopowrotników armat Kruppa uległa rozszczelnieniu, na „Aziziye” rozszczelnieniu uległ hydrauliczny układ oporopowrotnika armaty kalibru 24 cm, a podstawy dział kalibru 15 cm zostały zdeformowane, a na „Orhaniye” niemal wszystkie armaty Kruppa i Armstronga uległy awarii); siłownie obu jednostek pozwalały na osiągnięcie prędkości jedynie 5–6 węzłów. 15 maja okręty tureckie wzięły udział w kolejnych ćwiczeniach, które potwierdziły brak jakiejkolwiek wartości bojowej floty, głównie ze względu na fatalną celność ognia i niską szybkostrzelność. Po zakończeniu działań wojennych okręty zostały rozbrojone i odstawione w Çanakkale do rezerwy.
Od 1904 roku „Aziziye” pełnił w Stambule funkcję hulku, a między 1904 a 1908 rokiem do tego portu zostały przeholowane „Mahmudiye”, „Osmaniye” i „Orhaniye” . 31 lipca 1909 roku wszystkie cztery okręty wycofano ze służby, po czym wykorzystywano je jako hulki. W 1913 roku kadłuby „Orhaniye” i „Mahmudiye” zostały sprzedane w celu złomowania, a 10 lat później ten sam los spotkał „Osmaniye” i „Aziziye”.